# Sethus Calvisius der Jüngere
Sethus Calvisius der Jüngere (* 11. Juni 1639 in Quedlinburg; † 22. April 1698 ebenda) war ein deutscher evangelisch-lutherischer Theologe.

## Leben
Der Sohn des Pastors an der St.-Nikolai-Kirche in Quedlinburg Sethus Calvisius (* 15. Juni 1606 in Leipzig; † 15. Januar 1663 in Quedlinburg) und dessen Frau Sophia Hermsdorf stammte aus einem Gelehrtengeschlecht, das im 16. Jahrhundert einige berühmte Vorfahren hervorgebracht hatte. So waren die Eltern seines Vaters Sethus Calvisius und dessen Frau Magdalene Junge. Durch die mütterliche Linie waren der Theologe Jakob Hermsdorf (4. April 1581 in Rochlitz; † 5. November 1643 in Quedlinburg) und dessen Frau Rosina Stockmann (* 22. April 1587 in Rochlitz; † 19. April 1639 in Quedlinburg) seine Großeltern. Seine Eltern sorgten dafür, dass er bereits in frühen Kinderjahren von Privatlehrern ausgebildet wurde und das Gymnasium seiner Heimatstadt besuchte.
Am 17. März 1658 bezog er die Universität Leipzig, um ein philosophisches und theologisches Studium zu absolvieren. Seine Lehrer waren damals unter anderem Christian Thomasius, Friedrich Rappolt, Johann Adam Schertzer und Johannes Ittig. Nachdem er sich besonders mit der griechischen, hebräischen, chaldäischen und syrischen Sprache vertraut gemacht hatte, absolvierte er bei Johann Hülsemann, Martin Geier und Hieronymus Kromayer theologische Studien. 1659 wurde er Baccalaurus und im Januar 1660 Magister der philosophischen Wissenschaften. Nachdem er selbst an der Leipziger Hochschule Vorlesungen gehalten hatte, kehrte er nach Quedlinburg zurück, wo er fünf Jahre lang eine Mutter unterstützte.
1669 wurde er von Anna Sophia von Pfalz-Zweibrücken-Birkenfeld zum Substitut des Pastors an der St.-Wiperti-Kirche ernannt, worauf er am 10. Juli die Berufung erhielt und am 18. Juli in das Amt eingewiesen wurde. 1677 übernahm er das Pastorat an der St.-Nikolai-Kirche und wurde damit verbunden Schulinspektor von Quedlinburg. Am 9. November 1684 stieg er zum Stiftshofprediger sowie zum Rat des Konsistoriums in Quedlinburg auf und wurde am 4. Mai 1690 von Anna Dorothea von Sachsen-Weimar zum Superintendenten und Pastor der St.-Benedikt-Kirche ernannt. Von Appetitlosigkeit geplagt, verstarb er an Magersucht und wurde am 29. April 1698 in der St.-Benedikt-Kirche begraben.
Calvisius trat in seiner Kanzelpolemik gegen die Privatversammlungen der Pietisten auf und widersprach deren Behauptung einer christlichen Vollkommenheit der Wiedergeborenen.

## Familie
Aus seiner am 2. Mai 1671 in der Quedlinburger St.-Servati-Kirche geschlossenen Ehe mit Anna Barbara, Tochter des fürstlich pfalzgräflichen Abteiverwalters Heinrich Burchard, sind drei Söhne und fünf Töchter hervorgegangen. Zwei Söhne und zwei Töchter verstarben jung vor ihrem Vater. Bekannt sind:
- Johann Sethus Heinrich Calvisius († 1695)
- Andreas Christoph Calvisius (* 25. Juli 1676 in Quedlinburg; † 19. Januar 1723 ebenda)
- Salome Calvisius verh. mit dem Pastor in Ditfurth Joachim Quenstedt
- Maria Sophia Calvisius verh. mit dem Pfarrer in Hedersleben Theodor August Hettling
- Dorothea Angelika Calvisius

## Weblink
- Druckschriften von und über Sethus Calvisius der Jüngere im VD 17.

| Personendaten    | Personendaten                    |
| ---------------- | -------------------------------- |
| NAME             | Calvisius, Sethus der Jüngere    |
| KURZBESCHREIBUNG | deutscher evangelischer Theologe |
| GEBURTSDATUM     | 11. Juni 1639                    |
| GEBURTSORT       | Quedlinburg                      |
| STERBEDATUM      | 22. April 1698                   |
| STERBEORT        | Quedlinburg                      |